# 384 a.C.

## Eventos
- 99a olimpíada:[1]
  - Dicão de Siracusa, vencedor do estádio;
  - Incluída a corrida de carros puxados por quatro potros, o vencedor foi Euríbato da Lacônia.[Nota 1]
- Sérvio Cornélio Maluginense, pela segunda vez, Públio Valério Potito Publícola, pela segunda vez, Marco Fúrio Camilo, pela quinta vez, Sérvio Sulpício Rufo, pela segunda vez, Caio Papírio Crasso e Tito Quíncio Cincinato Capitolino, pela segunda ou terceira vez, tribunos consulares em Roma.

## Nascimentos
- Aristóteles, filósofo grego e preceptor de Alexandre, o Grande.
- Demóstenes, orador grego.

## Mortes
- Marco Mânlio Capitolino, cônsul em 392 a.C. e herói durante o saque de Roma (390 a.C.), é atirado da Rocha Tarpeia, em Roma, depois de ser acusado de monarquismo.